# Bahía de Western Port
Western Port, a veces llamado bahía de Western Port (en inglés: Western Port Bay, literalmente «bahía Puerto Occidental») es una gran bahía mareal que se abre al estrecho de Bass y que está localizada en la costa meridional de Australia, en el estado de Victoria. Es la segunda bahía más grande de Victoria y geográficamente está dominada por dos grandes islas, French y Phillip. Contrariamente a lo que parece indicar su nombre, se encuentra al este de la mayor bahía de Port Phillip y está separada de ella por la península de Mornington. Es visitada por lobos marinos australianos, ballenas y delfines, así como muchas aves marinas y aves limícolas migratorias. Está inscrita en la Convención de Ramsar como humedal de importancia internacional.
El área alrededor de la bahía y las dos islas principales originalmente, antes de la colonización europea, eran parte del territorio de la nación boonwurrung. Western Port fue visto por primera vez por los europeos en 1798, cuando un equipo de exploración en un ballenero liderado por George Bass, viajó al sur desde Sídney para explorar la costa suroriental de Australia. Debido en gran parte a la falta de alimentos, la expedición se detuvo aquí, pasando dos semanas en Western Port antes de regresar a Sídney. Como en ese momento era el punto cartografiado más occidental,  fue nombrado puerto occidental, aunque realmente se encuentra en la mitad oriental de la costa de Victoria y al este de la más grande bahía de Port Phillip y del Gran Melbourne.
En la bahía se han establecido tres parques nacionales marinos —los de Isla French, Isla Churchill y Yaringa— mientras que los terrenos adyacentes a la ribera norte son muy utilizados por explotaciones agropecuarias, incluyendo la ganadería y las bodegas. Hoy en día la bahía se utiliza sobre todo para actividades de recreo, aunque también hay una base militar (HMAS Cerberus), transporte marítimo e instalaciones de producción de petróleo. Western Port está a una hora en coche de Melbourne y en sus orillas se encuentran algunos centros de vacaciones con playas arenosas aptas para la natación.

## Historia
Antes de la colonización europea, los aborígenes bunurong vivían alrededor de Western Port viviendo de mariscos, aves cordero y plantas. La bahía fue descubierta por los europeos en 1797, cuando George Bass recibió permiso del gobernador Hunter en Sídney para navegar en un ballenero a lo largo de la sección inexplorada de la costa sur de Botany Bay. Escaso de agua, Bass no pudo atravesar más de la mitad del quq ahora se conoce con su nombre, estrecho de Bass. Este viaje llevó al descubrimiento de Western Port, llamado así por su situación en relación con todos los puertos conocidos en la costa en ese momento (el área desde punta Hicks a cabo Howe), a pesar de que se encuentra al este de la bahía de Port Phillip y la ciudad de Melbourne.

### Intento de colonización en Western Port
En 1826 se informó de que los franceses habían decidido fundar una colonia en algún puerto australiano, probablemente en King George's Sound o Western Port. El gobierno británico envió a la vez instrucciones a Sídney para el gobernador Darling para que tomase inmediatamente posesión de esos lugares. Como resultado, el coronel Stewart, el capitán S. Wright, y el teniente Burchell fueron enviados en el HMS Fly (capitán Wetherall) y los bergantines Dragon y Amity, con la orden de dirigirse a Western Port, el 18 de noviembre de 1826. Llevaron un número de convictos y una pequeña fuerza integrada por destacamentos de los regimientos 3.º y 93.º. La expedición desembarcó en Settlement Point, en el lado oriental de la bahía, que fue el cuartel general hasta el abandono de Western Port, a instancias del gobernador Darling, doce meses después, al considerarlo no apto para la civilización.
Hasta después del final de la Segunda Guerra Mundial no se consideró seriamente el desarrollo del puerto, cuando las costas llanas del norte de las puntas Stony y Crib se convirtieron en un centro de industria pesada.

## Geografía
Anteriormente la zona era parte de un importante sistema de drenaje fluvial, que fue inundado junto con el próximo Port Phillip, por la elevación del mar en el periodo Holoceno. El anegamiento de Western Port forma ahora una extensa bahía mareal. Las aguas de Western Port cubren un área de 680 km², de los cuales 270 km² quedan expuestos en marea baja como marismas. La topografía de Western Port está dominada por dos grandes islas: French y Phillip. La línea de costa, incluyendo la de las islas, tiene unos 263 km. La bahía y las islas son atravesados por siete líneas de fallas sísmicas activas y todos los años experimentan numerosos sismos menores.
En la ribera norte de la bahía desaguan varios ríos y arroyos y fluyen a través de extensos manglares, marismas y bancos de arena, antes de ser canalizados a ambos lados de la isla French; y en aguas abiertas en la ribera sur llegando cerca  de isla Phillip. Varios cauces naturales fluviales y canales facilitan el acceso de barcos a los confines del norte, aunque su navegación depende en gran medida de las mareas y es esencial un buen conocimiento local. Los principales afluentes de Western Port son los ríos  Bunyip, Lang Lang y Bass y los arroyos Cardinia, Redbill, Mosquito, Brella y Tankerton. Hasta mediados del siglo XX, antes del cultivo de la tierra por los primeros colonos, contigua a la bahía en el norte, existía la ciénaga de Koo-Wee-Rup (con una superficie de 30-40 000 hectáreas), que se extendía tierra adentro hasta la actual Pakenham. Los únicos vestigios de ese pantano en la actualidad son los manglares de la zona norte.

### Islas

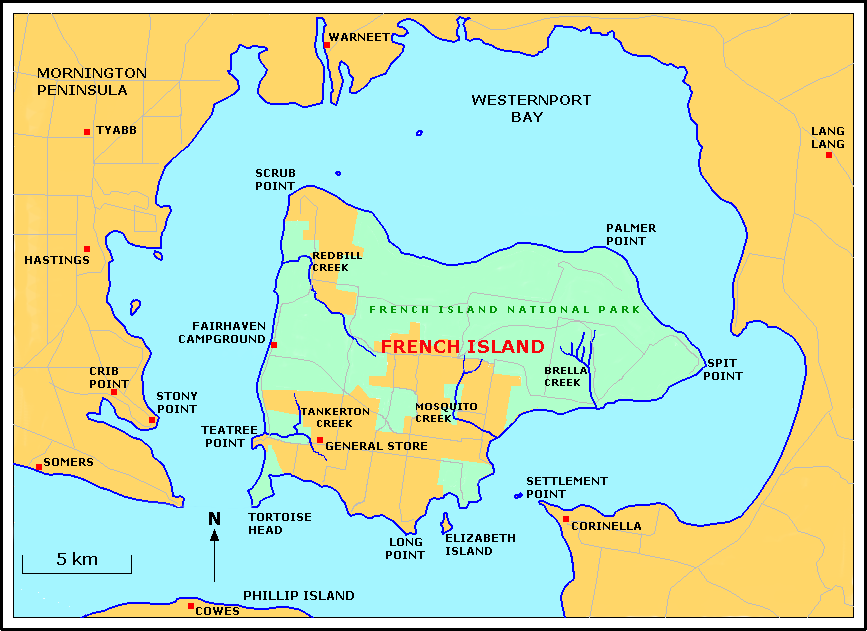
Northern Western Port e isla French

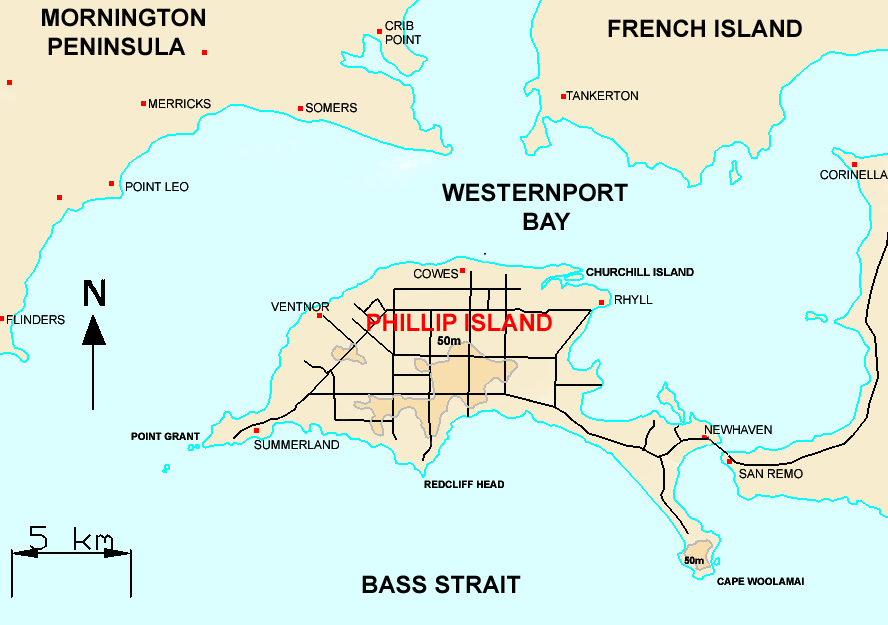
Southern Western Port e isla Phillip

La bahía de Western Port tiene dos grandes islas — isla French, con una superficie de 170 km² y una población de 70 habitantes e isla Phillip, con una superficie de 100 km² y una población de 7000 habitantes— y varias más pequeñas, que en orden decreciente por su tamaño, son: Middle Spit (solamente expuesto en marea baja), isla Quail, Tortoise Head Bank (expuesto en marea baja), * isla Churchill (0,57  km²), isla Chinaman, isla Elizabeth, isla Sandstone, isla Reef, isla Long, Shnapper Rock, isla Pelican,  isla Barrallier, isla Rams e isla Joe.

## Ecología

### Flora
La región de la bahía de Western Port soporta un variado mosaico de tipos de hábitats, incluyendo lechos de pastos marinos bajo el agua, plataformas intermareales rocosas, playas arenosas, marismas intermareales, canales de marea, marismas y manglares. La línea de costa alrededor de la isla Phillip es de importancia estatal debido a sus remanentes praderas costeras cespitosas y al matorral de dunas, una comunidad vegetal rara en Victoria.

### Fauna
Western Port consiste principalmente en plataformas rocosas, playas arenosas y hábitats marinos. Es el hogar de una gran variedad de invertebrados como ascidias coloniales, esponjas y corales. En las marismas y manglares pantanosos de todo el extremo norte de la bahía habitan un gran número de invertebrados que son una fuente importante de alimento para las aves zancudas y aves migratorias que visitan la región. La isla French es el hogar de aves zancudas migratorias, pelícanos australianos, colonias de pardela de Tasmania y de muchas otras especies importantes. La bahía ha sido identificado como un área importante para las aves (Important Bird Area, IBA) por BirdLife International, ya que soporta regularmente pequeñas cantidades de loros de vientre naranja (especie en peligro crítico), más del 1% de la población mundial de zarapitos de Siberia, los stints de cuello rojo y ostrero pío australiano, y un decreciente número del charrancito australiano (especie vulnerable).
La Reserva de Pingüino de Isla Phillip (Phillip Island Penguin Reserve) tiene la mayor colonia de pingüinos del estado de Victoria, así como una importante colonia de pardelas de cola corta, con lugares de cría del chorlito encapuchado y el halcón peregrino. Los Seal Rock, localizados  aguas adentro de isla Phillip, son el hogar de la mayor colonia de lobos marinos australianos y un lugar de reproducción de la gaviota cocinera y el ostrero oscuro. La comunidad marina de San Remo es un rico conjunto de biota marina que aparece listado en la Ley de Garantía de la Fauna y Flora del Estado (State Flora and Fauna Guarantee Act, 1988). La bahía está en la lista bajo la Convención de Ramsar de importancia internacional por sus humedales.

### Parques naturales
- Terrestres:

- Parque nacional Isla French, establecido en 1998 con una superficie protegida de 28,0 km²;
- Parque nacional Península de Mornington, establecido en 1988 con una superficie protegida de 26,86 km²;
- Reserva de Flora y Fauna Langwarrin
- Reserva Humedales Coolart y Homestead, con una superficie protegida de 87,5 ha.

- Marinos:[2]

- Parque nacional Isla French;
- Parque nacional Marino Yaringa, con una superficie protegida de 980 ha;
- Parque nacional Marino Isla Churchill, con una superficie protegida de 670 ha.

## Usos recreativos
Los pasatiempos más populares en la bahía son la práctica de la pesca, el canotaje y la navegación a vela.
En la isla Phillip:
- Penguin Reserve - visita al atardecer para ver a los pingüinos regresar a sus madrigueras en las dunas de arena;
- Seal Rocks - Vistos a través de binoculares;
- Centro de Conservación del Koala;
- observación de aves;
- vuelos panorámicos desde el Philip Island Airport (situado en cabo Woolamai);

En la isla French:
- caminatas de observación de aves o arbustos, orquídeas y zonas de pesca, paseos a caballo, paseos en bicicleta, y pesca en aguas profundas;
- Hábitat del koala;
- Camping

## Transporte marítimo
Hay canales profundos que se dirigen desde el estrecho de Bass a la sección occidental de la bahía, dando acceso a las instalaciones portuarias de la región. La ciudad de Hastings es el embarcadero principal de la bahía. Además hay importantes rampas de lanzamiento de barcos en Stony Point, Blind Bight y Corinella y también en Tooradin, Newhaven, Cowes, Warneet, Lang Lang, Culpeper, Flinders, y Rhyll (isla Phillip).
Un ferry realiza el servicio entre Cowes, Tankerton y Stony Point en determinados momentos durante el año.
Hay alojamientos disponibles tanto en isla Phillip como en isla French.

## Industria
Western Port cuenta con varios complejos industriales, incluyendo obras de transformación del acero de BlueScope Steel y la gran base de entrenamiento de la Royal Australian Navy, HMAS Cerberus. Holden de Australia tiene un campo de pruebas justo al este de Western Port.
Los planes actuales de desarrollo del puerto de Hastings intentan que se convierta en un importante puerto de embarque de contenedores y carga a granel dentro y fuera de Victoria. Uo por Ls comunidades locales, interesadas en la escala del desarrollo y su impacto sobre el frágil ecosistema de la bahía, han planteado una fuerte oposición a este desarrollo. Blue Wedges da voz a muchas de las objeciones planteadas por la población local en cuestión.

## Regulaciones
Para la protección del medio ambiente marino, en los parques nacionales marinos y reservas marinas de Victoria están prohibidas una serie de actividades: no se puede pescar, ni se admite el uso de redes, arpones, ni la captura o muerte de vida marina. Todos los métodos de pesca, desde la costa o el mar, están prohibidos. No se pueden captura ni coger o dañar animales, plantas y objetos o artefactos. Hay fuertes sanciones bajo la Ley de Parques Nacionales (National Parks Act) para la pesca en los parques nacionales marítimos y santuarios.